# Departamento de Antofagasta
El Departamento de Antofagasta fue una antigua división territorial de Chile, creada en 1879, cuya comuna cabecera departamental fue la ciudad de Antofagasta. En 1888 se incorporó a la provincia del mismo nombre. 

## Límites
Ubicada entre los departamentos de El Loa y Taltal, se compuso por las comunas de Antofagasta, Mejillones, Sierra Gorda, Aguas Blancas y Caracoles (este último hasta 1925) generando una sola agrupación municipal como también un distrito electoral. Este proceso se realizó mediante el Decreto N° 8.583 del 30 de diciembre de 1927.

## Subdelegaciones
| Municipalidad | Subdelegaciones   |
| ------------- | ----------------- |
| Antofagasta   | 1a, Bellavista    |
| Antofagasta   | 2a, Prat          |
| Antofagasta   | 3a, Coloso        |
| Mejillones    | 4a, Mejillones    |
| Sierra Gorda  | 5a, Baquedano     |
| Sierra Gorda  | 6a, Sierra Gorda  |
| Aguas Blancas | 7a, Aguas Blancas |